# Калашникова, Евгения Давыдовна
Евге́ния Давы́довна Кала́шникова (22 сентября [5 октября] 1906, Киев, Российская империя — 1976, Москва, СССР) — советская переводчица с английского языка, редактор.

## Биография
Родилась в Киеве. В 1931 году окончила Московский институт иностранных языков.
Член Союза писателей СССР с 1939 года. С 1947 года была ответственным секретарём творческого объединения художественного перевода Московского отделения Союза писателей СССР. В 1963 году стала председателем этого объединения.
Прославилась переводами романов Хемингуэя «Прощай, оружие!» (1936), «Иметь и не иметь» (1938), романа «История Генри Эсмонда» Теккерея (1946), произведений Бернарда Шоу «Пигмалион» (1946), «Ученик дьявола» (1953), «Человек и сверхчеловек» (1956), «Тележка с яблоками» (1956), романа «Крошка Доррит» Диккенса (1960), романов Фицджеральда «Великий Гэтсби» (1965) и «Ночь нежна».
Переводила также произведения Апдайка, Бирса, Готорна, Ирвинга Стоуна, Синклера Льюиса, Драйзера, Стейнбека, Олдриджа и др.
Умерла в 1976 году. Прах захоронен в колумбарии Новодевичьего кладбища (секции 86—87).

## Критика
По мнению Корнея Чуковского, «„Прощай, оружие!“, „Иметь и не иметь“ в переводе Евгении Калашниковой принадлежат к высшим достижениям советского переводческого искусства».